# Moyen de suicide
Pour un article plus général, voir Suicide.
Si vous avez des pensées suicidaires, il existe dans chaque pays des associations ou organismes d'écoute et d'aide, que vous pouvez contacter par téléphone (généralement 24/24 h, 7/7 jours, de manière anonyme). En France : 3114 ; en Belgique : 0800 32 123 ; en Suisse : 143 ; au Québec : 1-866-APPELLE (1-866-277-3553). En cas d'urgence absolue, contactez par téléphone les services de secours (police, pompiers…) de votre pays.
Un moyen de suicide (ou mode de suicide) est une manière pour un ou plusieurs individus de se donner intentionnellement la mort.
La suicidologie est pratiquée par l'Organisation mondiale de la santé afin de prévenir les suicides. Parallèlement à l'étude des causes des suicides, elle étudie aussi les moyens de suicide, ceci afin de réduire leur accès.

## Étude des moyens de suicide
Les moyens de suicide sont étudiés par l'Organisation mondiale de la santé afin de prévenir les suicides,. En effet, l'une des méthodes des plus efficaces pour limiter le nombre de morts par suicide consiste à limiter les moyens d'accès au suicide,. Réduire l'accès à certains médicaments, produits nocifs, armes à feu, ou limiter l'accès à certains endroits dangereux a permis de réduire le nombre de suicides.
L'étude des moyens de suicide dans le but d'empêcher le suicide repose sur l'opinion que le suicide est un acte qui peut et doit être évité. De nombreuses personnes pensant au suicide, souhaitent en fait rester en vie mais veulent surtout mettre fin à leurs souffrances psychologiques ou à des problèmes personnels considérés comme insurmontables. Une écoute et une aide appropriées (par exemple, SOS Amitié) peuvent les aider à surmonter leur souffrance. De nombreuses études indiquent que les personnes qui ont tenté de se suicider et ont survécu à leur tentative sont des personnes dont le niveau de qualité de vie est comparable à la population générale quelques années après.
En France, la loi no 87-1133 du 31 décembre 1987 « tendant à réprimer la provocation au suicide », a été adoptée à la suite de la sortie d'un livre, Suicide, mode d'emploi, contenant une liste de moyens et techniques de suicide. Au Japon, le livre Kanzen Jisatsu Manyuaru, sur le même sujet, n'a pas été jugé illégal et a été écoulé à 1,1 million d’unités. Il serait utilisé par un nombre important de candidats au suicide.

## Épidémiologie

### Intoxication
En 1990, un rapport de l'OMS identifiait 220 000 décès dus aux pesticides, dont 91 % par suicide. À l'échelle mondiale en 2014, 30 % des suicides ont lieu par empoisonnement aux pesticides, notamment dans les zones rurales des pays en développement. Selon une revue de littérature de l'université de Lund (Suède) de 2013, qui s'appuie notamment sur la source précédente, environ 200 000 personnes meurent chaque année d'intoxication aiguë par des pesticides.
Depuis la fin des années 90 la méthode de suicide par intoxication au CO (monoxyde de carbone), s'étend en Asie du Sud-Est et dans le monde. Elle tend à devenir majoritaire parmi les jeunes urbains des mégapoles coréennes, taiwanese et hongkongaises où elle a commencé après la rétrocession à la Chine populaire,.

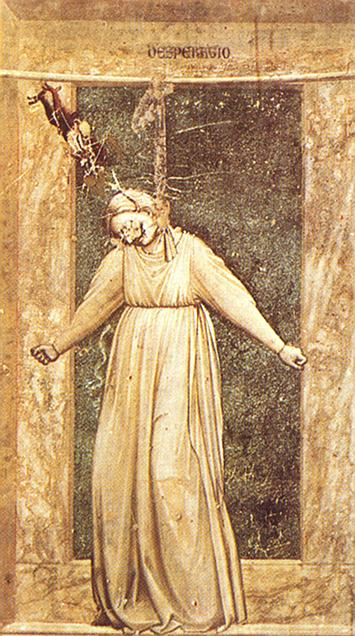
Suicide par pendaison.

### Pendaison
Selon une étude américaine, la pendaison est plus communément utilisée comme technique de suicide dans les sociétés pré-industrielles et rurales que dans les zones urbaines.

### Armes à feu
Aux États-Unis, le suicide par arme à feu représente 53,7 % des suicides en 2003 contre 57 % en 2006. En Suisse, selon une enquête de 2006, entre 24 et 28 % des suicides sont commis avec une arme à feu.

### Saut ou précipitation
Le suicide par précipitation consiste à sauter depuis une hauteur. À Hong Kong, le saut est la technique la plus utilisée pour se suicider, représentant 52,1 % en 2006 des cas de suicide.

### Impacts véhiculaires
La collision avec un véhicule rapide (automobile, camion, train ou métro) constitue un moyen de suicide. En 2012, le suicide sur le réseau SNCF a augmenté de 30 % (environ 700 cas), dont la moitié sur le réseau Transilien.
Bien que très médiatisé lorsqu'il se produit, le suicide des pilotes d'avion à bord de leur appareil est extrêmement rare. Aux États-Unis, 36 pilotes se sont suicidés avec leur avion.

## Histoire
Le suicide par exsanguination inclut le fait de réduire et de diminuer la pression du sang jusqu'à un niveau critique de perte de sang au moyen de dommages infligés aux artères. La mort peut directement survenir par une très importante perte de sang ou par hypovolémie, lorsque le volume du sang diminue dans la circulation, donnant lieu à une inactivité du corps.[réf. nécessaire] C'est ainsi que se suicida le philosophe Sénèque sous l'ordre de son empereur Néron.
Le suicide par ingestion ou inhalation de produits chimiques corrosifs (la plupart sont des produits d'usage quotidien comme les produits d'entretien) est aussi une méthode utilisée. Socrate fut contraint de se suicider avec de la cigüe à la suite de sa condamnation à mort par le tribunal de l'Héliée, à Athènes, Hannibal s'étant quant à lui volontairement suicidé avec un mélange d'aconit et de ciguë pour éviter d'être livré aux Romains. Selon la légende, Cléopâtre se serait donné la mort en introduisant un bras dans un vase contenant des serpents venimeux mortels.
Le terme en latin d'« immoler » signifie « sacrifice », et ne fait pas référence à l'usage du feu, bien que le terme commun d'immolation se réfère à la mort donnée par le feu. [réf. nécessaire] C'est une tactique utilisée par Thích Quảng Đức en 1963 en signe de protestation contre le gouvernement sud-vietnamien ; par Jan Palach à Prague en 1969 contre l'occupation de son pays par les troupes du Pacte de Varsovie ; par Malachi Ritscher en 2006 pour protester contre la guerre d'Irak ; ou encore par Mohamed Bouazizi, à l'origine de la Révolution tunisienne en 2010-2011.
Les attentats-suicides sont des suicides dont le but principal est de produire la destruction d'un objectif militaire, ou bien d'un objectif civil dans le cas du terrorisme, et la mort de victimes militaires ou civiles. La mort des auteurs est alors vue comme un sacrifice pour une cause supposée plus haute. Lors de la Guerre du Pacifique, à partir de fin 1944, les kamikaze, pilotes d'avions de la Marine impériale japonaise, jettent leurs engins sur les navires de la Marine américaine, perdant le plus souvent la vie lors de l'impact. Les pilotes étaient souvent désignés "volontaires" par les autorités militaires, ne pouvant refuser du fait des contraintes et de la pression sociale.
La technique de l'attaque par avion est reprise en 2001 par 19 terroristes auteurs des attentats du 11 septembre, qui détournent de manière coordonnée plusieurs avions de ligne gros porteurs, provoquant en plus de leurs morts, celles des passagers et membres d'équipage des avions, ainsi que celles des occupants des immeubles attaqués. Plusieurs membres du groupe organisent cette attaque plusieurs années à l'avance, en prenant pour certains des cours de pilotage. Le bilan officiel des attentats est évalué à 2977 victimes, en plus des 19 terroristes.

### Suicides rituels
Le seppuku (hara-kiri) est un mode de suicide rituel au Japon, majoritairement pratiquée durant l'ère médiévale. Yukio Mishima commet un seppuku en 1970 après avoir échoué dans son coup d'État.

## Arts et littérature
Le suicide par noyade est l'acte de se submerger dans l'eau ou dans un autre type de liquide pour priver les poumons d'oxygène et, par conséquent, entraîner l'asphyxie.[réf. nécessaire] C'est le mode de suicide que choisit Ophélie dans Hamlet, ou l'inspecteur Javert dans Les Misérables.
Le film franco-italien La Grande Bouffe  (La grande abbuffata) présente l'histoire de 4 amis, dont un diabétique, qui décident de manger jusqu'à la mort. Le film est aussi une critique du consumérisme et de la décadence de la bourgeoisie.